# ロードマイウェイ
ロードマイウェイ（欧字名:Lord My Way、2016年3月4日 - ）は、日本の競走馬。2019年のチャレンジカップの勝ち馬である。
馬名の意味は、冠名＋我が道。

## 戦績

### デビュー前
2016年3月4日、北海道新ひだか町のケイアイファームで誕生。一口馬主法人「ロードサラブレッドオーナーズ」より総額1620万円（一口3万2400円×500口）で募集された。

### 2歳（2018年）
栗東・杉山晴紀厩舎に入厩。2018年10月14日の新馬戦（新潟芝1400m）でデビューし、4着となる。距離を1800mに延長した2戦目の未勝利戦でクリスチャン・デムーロを背に初勝利を挙げた。
年末の500万下条件ではサトノルークスの4着だった。

### 3歳（2019年）
6月に1勝クラスを勝ち上がると、夏場にかけて2勝クラス、3勝クラスも連勝。リステッド競走のポートアイランドステークスでも早め先頭からサトノアーサーの追撃を僅かに凌ぎ、4連勝とした。杉山師は「うまくいってくれた感じもあるけど、競馬を覚えてきて持っているものを出せるようになってきました」と語った。
続くチャレンジカップには3走ぶりとなるクリストフ・ルメールとのコンビで参戦。道中は中団の後ろを追走し、直線で外から末脚を伸ばして逃げ粘るトリオンフをアタマ差交わし優勝。これで破竹の5連勝での重賞初制覇となった。父ジャスタウェイにとっても通算35走目で初の重賞勝利であった。

### 4歳（2020年）
古馬初戦は鞍上に川田将雅を迎え、金鯱賞に出走。圧倒的人気のサートゥルナーリアに次ぐ2番人気に推されたものの、スタートで出足がつかず、道中スローペースになったことも相まって末脚が不発、10着に敗れた。初のGI出走となった大阪杯は後肢をひねってしまい最下位の12着と大敗する。6か月ぶりのレースとなったポートアイランドステークスは8着に敗れる。キャピタルステークスはメンバー唯一上がり33秒台の脚で追い込んだがピースワンパラディに1馬身及ばず2着に敗れた。

### 5歳（2021年）
5歳初戦の京都金杯、東京新聞杯をそれぞれ16着、12着と惨敗。続く大阪城ステークスは0.2秒差の4着に入る。しかし、その後は福島民報杯9着、メイステークス12着、関越ステークス7着と調子を落とす。12番人気で出走した京都大賞典は5着に食い込んだ。11月7日に行われたアルゼンチン共和国杯(GII)では13着、11月28日に行われたジャパンカップ(GI)では15着であった。

### 6歳（2022年）
6歳初戦、1月16日に行われた日経新春杯(GII)に初コンビとなる幸英明を鞍上に出走し、13着。ダート初挑戦となった仁川ステークスでは10着、続くブリリアントステークスでも15着と大敗を喫した。5月11日付けでJRA競走馬登録を抹消、船橋競馬へ移籍。転入初戦のひまわり賞は3着に入った。続く東京記念、盛岡競馬へ移籍して迎えたOROカップはともに2桁着順に終わり、11月22日付で地方競馬からも競走馬登録を抹消され引退した。

## 競走成績
以下の内容は、netkeiba.comの情報に基づく。
| 競走日     | 競馬場 | 競走名               | 格   | 距離（馬場）  | 頭 数 | 枠 番 | 馬 番 | オッズ （人気） | 着順 | タイム （上り3F） | 着差 | 騎手        | 斤量 [kg] | 1着馬（2着馬）         | 馬体重 [kg] |
| ---------- | ------ | -------------------- | ---- | ------------- | ----- | ----- | ----- | --------------- | ---- | ----------------- | ---- | ----------- | --------- | ---------------------- | ----------- |
| 2018.10.14 | 新潟   | 2歳新馬              |      | 芝1400m（良） | 18    | 7     | 15    | 010.00（4人）   | 04着 | R1:23.4（35.8）   | -0.5 | 0中井裕二   | 55        | ハバナウインド         | 472         |
| 0000.11.10 | 京都   | 2歳未勝利            |      | 芝1800m（稍） | 6     | 1     | 1     | 007.00（4人）   | 01着 | R1:48.5（35.0）   | -0.1 | 0C.デムーロ | 55        | （メイショウテンゲン） | 472         |
| 0000.12.28 | 阪神   | 2歳500万下           |      | 芝1800m（良） | 13    | 3     | 3     | 046.00（9人）   | 04着 | R1:47.8（36.3）   | -0.4 | 0藤岡康太   | 55        | サトノルークス         | 464         |
| 2019.01.19 | 京都   | 若駒S                | L    | 芝2000m（良） | 8     | 3     | 3     | 058.60（7人）   | 06着 | R2:02.0（35.1）   | -1.3 | 0藤岡佑介   | 56        | ヴェロックス           | 462         |
| 0000.04.28 | 京都   | 3歳500万下           |      | 芝1800m（良） | 7     | 6     | 6     | 004.00（4人）   | 02着 | R1:46.9（34.5）   | -0.0 | 0C.ルメール | 56        | ヴィント               | 464         |
| 0000.06.01 | 東京   | 国分寺特別           | 1勝  | 芝1800m（良） | 10    | 7     | 8     | 001.60（1人）   | 01着 | R1:45.9（33.7）   | -0.2 | 0C.ルメール | 54        | （ペルソナデザイン）   | 464         |
| 0000.06.22 | 東京   | 八ヶ岳特別           | 2勝  | 芝1800m（重） | 12    | 3     | 3     | 003.20（2人）   | 01着 | R1:48.0（35.2）   | -0.6 | 0C.ルメール | 54        | （ジョブックコメン）   | 462         |
| 0000.08.31 | 新潟   | 長岡S                | 3勝  | 芝1600m（良） | 12    | 7     | 9     | 007.40（4人）   | 01着 | R1:33.6（33.6）   | -0.2 | 0吉田隼人   | 54        | （アガラス）           | 462         |
| 0000.09.29 | 阪神   | ポートアイランドS    | L    | 芝1600m（良） | 12    | 7     | 9     | 003.10（1人）   | 01着 | R1:32.7（34.9）   | -0.0 | 0吉田隼人   | 54        | （サトノアーサー）     | 468         |
| 0000.11.30 | 阪神   | チャレンジC          | GIII | 芝2000m（良） | 12    | 4     | 4     | 004.70（2人）   | 01着 | R1:59.1（33.8）   | -0.0 | 0C.ルメール | 54        | （トリオンフ）         | 474         |
| 2020.03.15 | 中京   | 金鯱賞               | GII  | 芝2000m（良） | 12    | 7     | 10    | 005.80（2人）   | 10着 | R2:02.8（33.8）   | -1.2 | 0川田将雅   | 56        | サートゥルナーリア     | 476         |
| 0000.04.05 | 阪神   | 大阪杯               | GI   | 芝2000m（良） | 12    | 1     | 1     | 025.30（6人）   | 12着 | R2:00.3（35.5）   | -1.9 | 0武豊       | 57        | ラッキーライラック     | 474         |
| 0000.10.04 | 中京   | ポートアイランドS    | L    | 芝1600m（良） | 16    | 8     | 16    | 015.60（7人）   | 08着 | R1:33.7（34.7）   | -0.7 | 0和田竜二   | 59        | ドナウデルタ           | 470         |
| 0000.11.28 | 東京   | キャピタルS          | L    | 芝1600m（良） | 13    | 8     | 13    | 009.80（5人）   | 02着 | R1:33.0（33.7）   | -0.2 | 0三浦皇成   | 57        | ピースワンパラディ     | 472         |
| 2021.01.05 | 中京   | 京都金杯             | GIII | 芝1600m（良） | 16    | 2     | 3     | 021.00（6人）   | 16着 | R1:34.4（34.2）   | -1.3 | 0松若風馬   | 57        | ケイデンスコール       | 482         |
| 0000.02.07 | 東京   | 東京新聞杯           | GIII | 芝1600m（良） | 16    | 2     | 3     | 028.7（10人）   | 12着 | R1:33.5（34.3）   | -1.1 | 0横山武史   | 57        | カラテ                 | 476         |
| 0000.03.07 | 阪神   | 大阪城S              | L    | 芝1800m（良） | 16    | 5     | 9     | 024.90（9人）   | 04着 | R1:46.3（33.6）   | -0.2 | 0岩田望来   | 57        | ヒンドゥタイムズ       | 476         |
| 0000.04.18 | 新潟   | 福島民報杯           | L    | 芝2000m（不） | 16    | 4     | 8     | 006.80（3人）   | 09着 | R2:07.4（42.8）   | -3.7 | 0西村淳也   | 57        | マイネルウィルトス     | 476         |
| 0000.05.22 | 東京   | メイS                | OP   | 芝1800m（良） | 14    | 5     | 8     | 006.40（4人）   | 12着 | R1:47.6（34.4）   | -1.3 | 0戸崎圭太   | 57        | アブレイズ             | 474         |
| 0000.08.01 | 新潟   | 関越S                | OP   | 芝1800m（良） | 16    | 8     | 15    | 055.3（13人）   | 07着 | R1:46.6（33.7）   | -0.5 | 0中井裕二   | 59        | サトノウィザード       | 474         |
| 0000.10.10 | 阪神   | 京都大賞典           | GII  | 芝2400m（良） | 14    | 8     | 13    | 043.1（12人）   | 05着 | R2:24.8（36.1）   | -0.3 | 0松山弘平   | 57        | マカヒキ               | 476         |
| 0000.11.07 | 東京   | アルゼンチン共和国杯 | GII  | 芝2500m（良） | 15    | 3     | 4     | 031.8（10人）   | 13着 | R2:33.7（34.2）   | -1.3 | 0岩田康誠   | 56        | オーソリティ           | 470         |
| 0000.11.28 | 東京   | ジャパンC            | GI   | 芝2400m（良） | 18    | 5     | 10    | 397.5（18人）   | 15着 | R2:27.0（35.5）   | -2.3 | 0三浦皇成   | 57        | コントレイル           | 474         |
| 2022.01.16 | 中京   | 日経新春杯           | GII  | 芝2200m（良） | 16    | 3     | 5     | 231.5（14人）   | 13着 | R2:13.8（35.6）   | -2.1 | 0幸英明     | 56        | ヨーホーレイク         | 476         |
| 0000.02.26 | 阪神   | 仁川S                | L    | ダ2000m（良） | 16    | 7     | 14    | 103.2（14人）   | 10着 | R2:07.0（39.6）   | -2.2 | 0川須栄彦   | 56        | グレートタイム         | 480         |
| 0000.05.01 | 東京   | ブリリアントS        | L    | ダ2100m（不） | 16    | 3     | 5     | 089.1（14人）   | 15着 | R2:09.8（37.1）   | -2.7 | 0永野猛蔵   | 56        | アルドーレ             | 488         |
| 0000.07.22 | 船橋   | ひまわり賞           | OP   | ダ1800m（良） | 5     | 2     | 2     | 006.50（2人）   | 03着 | R2:00.0（44.3）   | -3.2 | 0御神本訓史 | 57        | エメリミット           | 480         |
| 0000.09.07 | 大井   | 東京記念             | SI   | ダ2400m（良） | 15    | 8     | 14    | 116.6（14人）   | 13着 | R2:39.0（41.1）   | -3.7 | 0岡村健司   | 56        | ランリョウオー         | 482         |
| 0000.11.03 | 盛岡   | OROC                 | M1   | 芝1700m（良） | 14    | 5     | 8     | 063.9（11人）   | 13着 | R1:50.8（39.6）   | -6.0 | 0南郷家全   | 57        | アトミックフォース     | 484         |

## 血統表
| ロードマイウェイの血統      | ロードマイウェイの血統             | ロードマイウェイの血統       | （血統表の出典）             | （血統表の出典） |
| 父系                        | サンデーサイレンス系               | サンデーサイレンス系         | サンデーサイレンス系         | [ § 2 ]          |
| 父 ジャスタウェイ 2009 鹿毛 | 父の父ハーツクライ 2001 鹿毛       | *サンデーサイレンス          | Halo                         | Halo             |
| 父 ジャスタウェイ 2009 鹿毛 | 父の父ハーツクライ 2001 鹿毛       | *サンデーサイレンス          | Wishing Well                 |                  |
| 父 ジャスタウェイ 2009 鹿毛 | 父の父ハーツクライ 2001 鹿毛       | アイリッシュダンス           | *トニービン                  | *トニービン      |
| 父 ジャスタウェイ 2009 鹿毛 | 父の父ハーツクライ 2001 鹿毛       | アイリッシュダンス           | *ビューパーダンス            |                  |
| 父 ジャスタウェイ 2009 鹿毛 | 父の母シビル 1999 鹿毛             | Wild Again                   | Icecapade                    | Icecapade        |
| 父 ジャスタウェイ 2009 鹿毛 | 父の母シビル 1999 鹿毛             | Wild Again                   | Bushel-n-Peck                |                  |
| 父 ジャスタウェイ 2009 鹿毛 | 父の母シビル 1999 鹿毛             | *シャロン                    | Mo Exception                 | Mo Exception     |
| 父 ジャスタウェイ 2009 鹿毛 | 父の母シビル 1999 鹿毛             | *シャロン                    | Double Wiggle                |                  |
| 母 フェリス 2010 鹿毛       | 母の父ジャングルポケット 1998 鹿毛 | *トニービン                  | *カンパラ                    | *カンパラ        |
| 母 フェリス 2010 鹿毛       | 母の父ジャングルポケット 1998 鹿毛 | *トニービン                  | Severn Bridge                |                  |
| 母 フェリス 2010 鹿毛       | 母の父ジャングルポケット 1998 鹿毛 | *ダンスチャーマー            | Nureyev                      | Nureyev          |
| 母 フェリス 2010 鹿毛       | 母の父ジャングルポケット 1998 鹿毛 | *ダンスチャーマー            | Skillful Joy                 |                  |
| 母 フェリス 2010 鹿毛       | 母の母レディミューズ 1997 栗毛     | *ティンバーカントリー        | Woodman                      | Woodman          |
| 母 フェリス 2010 鹿毛       | 母の母レディミューズ 1997 栗毛     | *ティンバーカントリー        | Fall Aspen                   |                  |
| 母 フェリス 2010 鹿毛       | 母の母レディミューズ 1997 栗毛     | *シンコウラブリイ            | Caerleon                     | Caerleon         |
| 母 フェリス 2010 鹿毛       | 母の母レディミューズ 1997 栗毛     | *シンコウラブリイ            | *ハッピートレイルズ          |                  |
| 母系(F-No.)                 | ハッピートレイルズ系(FN:4-d)       | ハッピートレイルズ系(FN:4-d) | ハッピートレイルズ系(FN:4-d) | [ § 3 ]          |
| 5代内の近親交配             | トニービン 4×3＝18.75%             | トニービン 4×3＝18.75%       | トニービン 4×3＝18.75%       | [ § 4 ]          |
| 出典                        | 1. 2. 3. 4.                        | 1. 2. 3. 4.                  | 1. 2. 3. 4.                  | 1. 2. 3. 4.      |

- 母フェリスは中央で1戦未勝利[14]。
- 母の半姉に新潟2歳ステークスと関東オークスを制したシンメイフジがいる[14]。